# جوزيف هانكوك
جوزيف هانكوك (26 نوفمبر 1876 في المملكة المتحدة - 23 مايو 1939 في المملكة المتحدة) (بالإنجليزية: Joseph Hancock)‏ هو لاعب كريكت بريطاني وبريطاني (وحمل سابقاً جنسية المملكة المتحدة لبريطانيا العظمى وأيرلندا). لعب مع نادي مقاطعة ديربيشاير للكريكت ‏.